# Casa da Câmara dos Vereadores
A Casa da Câmara dos Vereadores é uma edificação localizada em Valença, município do estado brasileiro da Bahia. Foi tombado pelo Instituto do Patrimônio Artístico e Cultural da Bahia (IPAC) em 2001, através do processo de número 004.

## Histórico
O Paço municipal de Valença foi construído em 1849, pelo Capitão-Mor Bernardino de Sena Madureira (Comendador Madureira), um dos proprietários da Fábrica de tecidos Nossa Senhora do Amparo, para residência de sua família. Sua construção é em parede autoportantes, alvenaria mista de pedra e tijolos ornato. A casa, embora não tenha relevos frontais, apresenta um jardim lateral e cômodos para os quatro lados. Sua planta se estrutura em função do grande hall central. Possui ainda sala de jantar em forma de galeria de arcos envidraçados.